# Medford (Nova Escócia)

Localização de Medford em Nova Escócia.

Medford é uma comunidade no Canadá localizada na província de Nova Escócia. Situa-se no Condado de Kings. É uma comunidade de importância por situar-se em uma área turística ao norte de Kingsport, na Bacia de Minas.